# Дальгейм, Иван Петрович
Барон (с 1852 года) Иван Петрович Дальгейм (Жан д’Альгейм, Далгейм; фр. Jean d'Alheim; 1840 или 1832, Севск, Орловская губерния — 1894 или 17 октября 1894, IX округ Парижа) — русский художник-пейзажист французского происхождения, живший во Франции.

## Происхождение
Происходил из французской эльзасской баронской семьи Дальгейм (де Лимузен д’Альгейм). После Французской революции его дед, роялист подполковник Жан-Батист д’Альгейм (1754 — после 1807) эмигрировал в 1792 году Российскую империю, где поступил на службу в русскую императорскую армию. В России он стал известен как Иван Иванович Дальгейм и дослужился до чина генерал-майора (1798). В составе армии фельдмаршала А. В. Суворова генерал-майор И. И. Дальгейм участвовал в битве на Треббии против армии революционной Франции, где был ранен, после чего вернулся в Россию, где вышел в отставку и в дальнейшем не служил.
Его сын, Пьер (Пётр Иванович) Дальгейм служил в русской армии и вышел в отставку в чине ротмистра. Уже после выхода в отставку он в 1852 году добился, чтобы за ним и его потомками в России был официально признан баронский титул, пожалованный их предкам указом императора Карла V, от 17 ноября 1540 года и подтверждённый указом короля Франции Людовика XV в сентябре 1760 года. Поскольку в Российской империи действовала немецкая система наследования титулов, баронский титул Дальгеймов отныне принадлежал всем мужчинам в роду, а не только главе семьи, как в англо-французской системе.

## Биография и творчество
Его сын, Иван Петрович (Жан) Дальгейм родился в 1832 году в селе Борисово Севского уезда Орловской губернии, где его отец владел поместьем. От рождения он являлся дворянином, а с 1852 года бароном (наряду с отцом и братом).
С 1852 года учился живописи в Императорской академии художеств в Санкт-Петербурге, которую окончил в 1857 году получив звание «художника по живописи портретной». В России имел гражданский чин губернского секретаря. В дальнейшем он продолжил своё обучение в Европе у пейзажиста Александра Калама, и с тех пор писал по большей части пейзажи.
Он дебютировал на Парижском салоне в 1864 году и с тех пор регулярно выставлял там свои работы на протяжении тридцати лет — вплоть до 1894 года. Он владел мастерской на улице Вожирар, где за свой счёт устраивал еженедельные обеды для парижских художников.
Будучи довольно состоятельным человеком, Дальгейм много путешествовал. Он посетил Италию и Далмацию, где прожил некоторое время. Любил работать на плэнере на побережьях Средиземного моря. Время от времени работал как иллюстратор («Истинное искушение святого Антония» Поля Арена) и как художник-декоратор (в замке Форсак) но в первую очередь был известен своими пейзажами.
Он также изобрёл новый метод создания картин: живопись на шерсти темперой или пастелью, краска фиксировалась на шерсти особым раствором на основе каучука.
Скончался Дальгейм в 1894 году в Париже в доме «мадам Бакуниной». Он был кремирован и похоронен в колумбарии кладбища Пер-Лашез.

## Семья
Иван Петрович Дальгейм был женат первым браком на Татьяне Сергеевне Бобрищевой-Пушкиной (1833—1904), представительнице одной из ветвей рода Пушкиных наряду с графами Мусиными-Пушкиными и собственно Пушкиными. В этом браке родились сын и дочь.
Первой, когда пара ещё проживала в России, родилась дочь Мария Ивановна (Мари-Мадлен; 1857—1926), которая в 1889 году во Франции вышла замуж за литератора Альфреда Поля Путье.
Уже во Франции у Ивана Петровича Дальгейма родился сын, Пётр Иванович (Пьер) Д’Альгейм (1862—1922), писатель и музыковед, биограф и популяризатор творческого наследия русского композитора Модеста Мусоргского во Франции. Его супругой была певица Мария Алексеевна Оленина, известная как Оленина-Д’Альгейм (1869—1970).
В 1872 году Иван Петрович Дальгейм развёлся с женой и вскоре женился вторым браком на Александре Сергеевне Бобрищевой-Пушкиной (1840—1921), сестре своей первой жены. Татьяна Сергеевна вторым браком вышла за французского кавалерийского капитана Луи Франсуа Казимира Мюрата (1829—1898). Александра Сергеевна обучалась живописи под руководством мужа и в дальнейшем стала профессиональной художницей; выставлялась на Парижском салоне с 1878 по 1889 год.